# Václav Roubíček
Václav Roubíček (Ostrava, 13 dicembre 1967) è un ex tennista ceco.

## Carriera
Ottenne il suo best ranking in singolare il 28 ottobre 1991 con la 135ª posizione, mentre nel doppio divenne il 21 maggio 1990, il 401º del ranking ATP.
In carriera, nel 1991, riuscì a vincere un unico torneo dell'ATP Challenger Tour: il Jakarta Challenger; in quell'occasione superò in finale la testa di serie numero sei, l'australiano Simon Youl con il punteggio di 6-3, 3-6, 6-3. Nel corso del torneo era riuscito, inoltre, a sconfiggere altre tre teste di serie: il britannico Jeremy Bates, l'australiano Jamie Morgan e lo svedese, numero uno del torneo, Nicklas Kroon. Vinse, in aggiunta, anche due tornei dell'ITF Men's Circuit, a Belgrado nel 1998.

## Statistiche

### Tornei minori

#### Singolare

##### Vittorie (3)
| Legenda tornei minori |
| Challenger (1)        |
| Futures (2)           |

| Numero | Data            | Torneo                                | Superficie  | Avversario in finale | Punteggio     |
| 1.     | 4 febbraio 1991 | Jakarta Challenger, Giacarta          | Terra rossa | Simon Youl           | 6-3, 3-6, 6-3 |
| 2.     | 11 maggio 1998  | Yugoslavia Belgrade Futures, Belgrado | Terra rossa | Adolf Musil          | 6-1, 4-6, 6-4 |
| 3.     | 25 maggio 1998  | Yugoslavia Belgrade Futures, Belgrado | Terra rossa | Alberto Banus-Sado   | 6-4, 6-4      |